# Muzeum Regionalne w Mielcu
Muzeum Regionalne Samorządowego Centrum Kultury w Mielcu – muzeum położone w Mielcu. Placówka jest miejską jednostką organizacyjną, działającą w ramach Samorządowego Centrum Kultury.

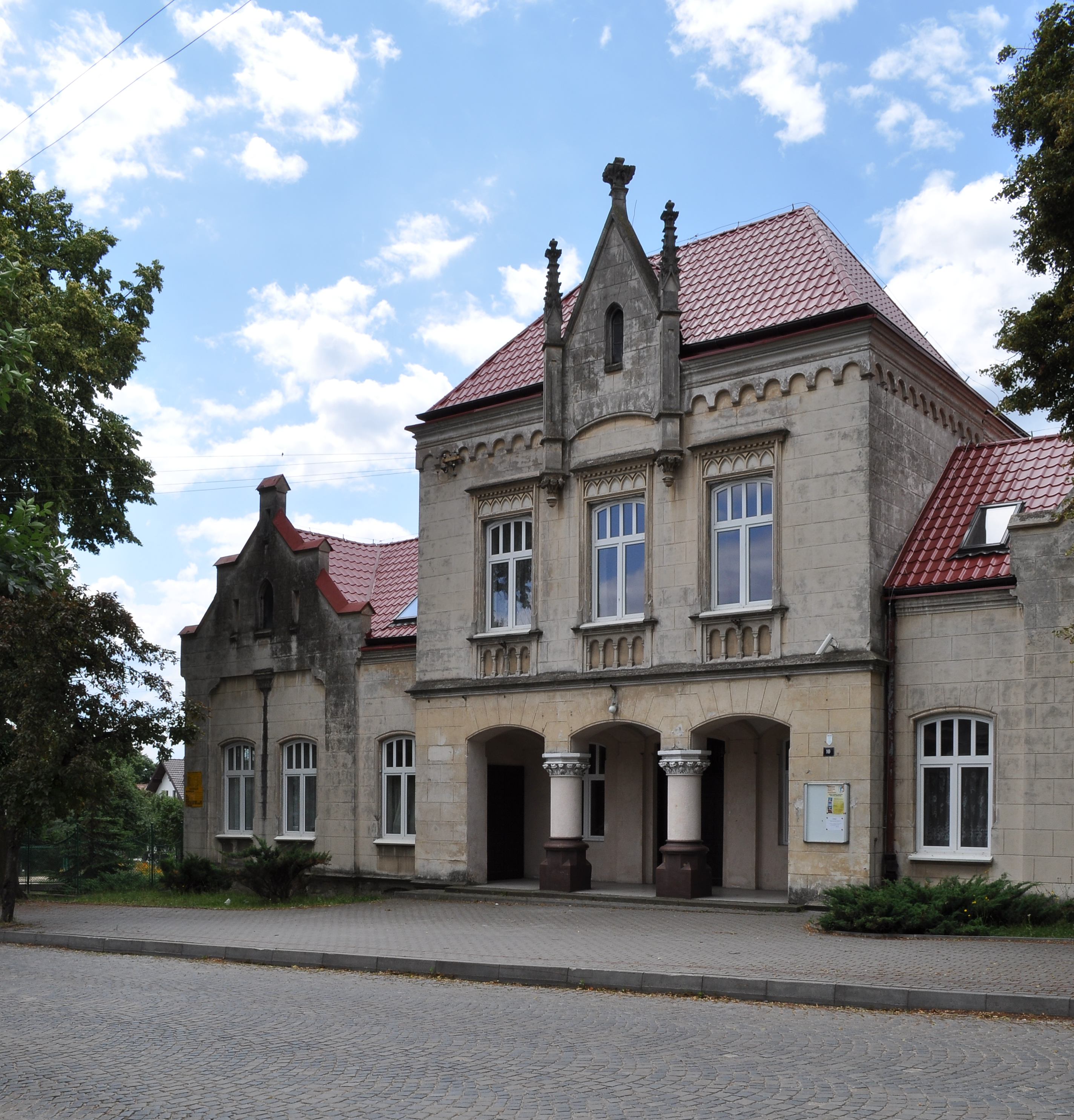
Budynek przy ul. Kościuszki 10 – siedziba muzeum TMZM

Pierwsza placówka muzealna w Mielcu powstała w 1964 roku z inicjatywy Towarzystwa Miłośników Ziemi Mieleckiej. Zbiory były eksponowane w budynku dawnej Rady Powiatowej (obecnie Państwowa Szkoła Muzyczna, ul. Kościuszki 10). W związku z dużym zainteresowaniem ekspozycją, naczelnik miasta podjął decyzję o utworzeniu z początkiem 1978 roku Muzeum Regionalnego. Nowo utworzona placówka sukcesywnie przejmowała zbiory muzeum TMZM; przekazywanie to zakończyło się w 1993 roku.
Pierwszą siedzibą Muzeum Regionalnego były pomieszczenia po dawnym Urzędzie Stanu Cywilnego przy ul. Mickiewicza 13. W 1983 roku na potrzeby muzealne pozyskano pałacyk Oborskich przy ul. Legionów. Natomiast w 1987 roku, staraniem TMZM udało się uchronić od wyburzenia Dom Jadernych przy ul. Jadernych – obiekt ten był główną siedzibą muzeum w latach 1993-2002.

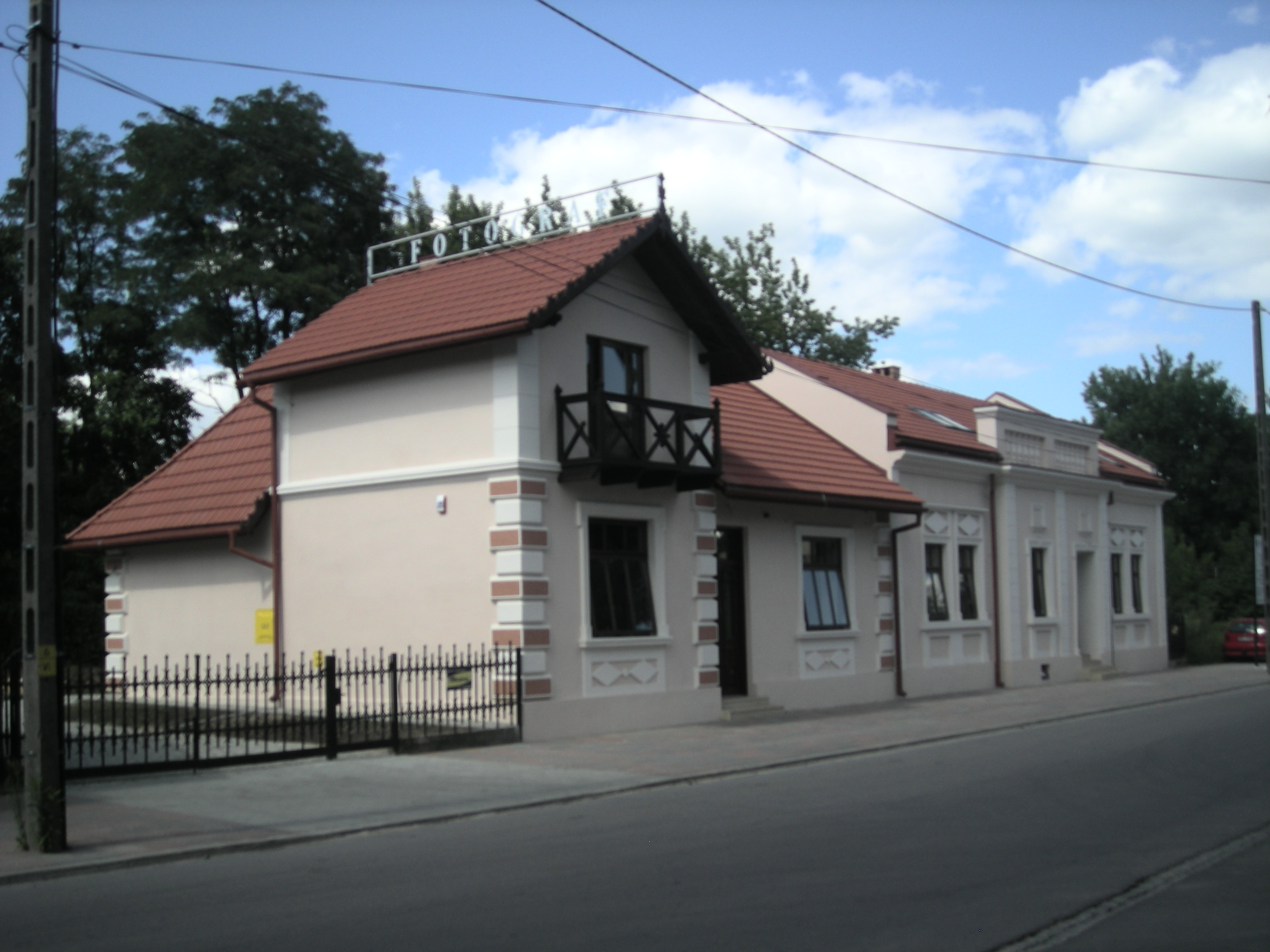
Muzeum Historii Fotografii „Jadernówka”

Wśród eksponatów znajdują się m.in. kopia aktu lokacyjnego miasta z XVI wieku oraz egzemplarz Biblii Jakuba Wujka z 1599 roku. Zbiory archeologiczne (m.in. kości mamuta, siekierki krzemienne, naczynia gliniane), wyposażenie okolicznych dworów szlacheckich oraz domów chłopskich, kolekcja żelazek. W zbiorach muzeum znajdują się również obrazy Wojciecha Kossaka, Teodora Axentowicza oraz Vlastimila Hofmana. Muzeum posiada także dużą kolekcję pamiątek i prac Władysława Żurawskiego, wybitnego drzeworytnika. 
Pałacyk Oborskich na wystawie stałej prezentuje pamiątki związane z dawnymi właścicielami budynku oraz parku – rodziną Oborskich, najstarsze pamiątki związane z Mielcem i regionem w tym kości oraz kieł mamuta odnalezione na terenie Mielca oraz galerię obrazów pokazujących dawnych mieszkańców miasta oraz najcenniejsze obrazy muzeum. W Pałacyku Oborskich eksponowane są także wystawy czasowe o różnorodnej tematyce: archeologiczne, myśliwskie, przyrodnicze – bursztynu oraz związane z różnymi zagadnieniami z historii Miasta.
W głównej siedzibie budynku mieści się również biblioteka muzealna oraz sklepik, gdzie można nabyć publikacje Muzeum.
Natomiast w Domu Jadernych prezentowana jest wystawa związana ze starą fotografią, w ramach której – oprócz zdjęć – zobaczyć można zabytkowy sprzęt fotograficzny: aparaty fotograficzne, kamery filmowe, statywy, obiektywy, lampy błyskowe, rzutniki oraz sprzęt ciemniowy i laboratoryjny.
Muzeum jest obiektem całorocznym, czynnym z wyjątkiem niedziel. Wstęp jest płatny, z wyjątkiem soboty.